# 弗雷·乔蒙

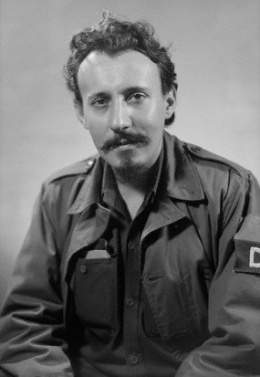
弗雷·乔蒙

弗雷·乔蒙·梅迪维利亚（西班牙語：Faure Chomón Mediavilla；1929年1月15日—2019年12月5日）是古巴的一个历史学家和政治家。他出生于马纳蒂。古巴革命时期，他是大学生联合会的一个学生领袖，参与创建和领导三一三革命指导委员会。1959年古巴革命胜利后，他加入菲德尔·卡斯特罗领导的政府。起初，他担任通信和运输部长以及古巴驻苏联大使。后来，他担任古巴驻越南和厄瓜多尔的大使；同时，成为一名革命历史学家。1976年起，他担任全国人民政权代表大会代表，直至2019年在哈瓦那去世。